# 金正濂
金 正濂（きん せいれん、キム・ジョンニョム、キム・ジョンヨム、朝鮮語: 김정렴 / 김정염、1924年1月3日 - 2020年4月25日）は、大韓民国の政治家。本貫は慶州金氏。日本名は玉井  正人（たまい まさと）。

## 生涯
もともと小樽高等商業学校（のちの小樽商科大学）志望だったが果たせず、1944年に大分経済専門学校（のちの大分大学）を卒業し、朝鮮銀行に入行した。クラーク大学大学院を卒業し、経済学の修士号を取得。第二次世界大戦後は財務部次官（1962年-1963年）、商工部次官（1964年-1966年）、財務部長官（1966年）、商工部長官（1967年-1969年）、大統領秘書室長（1969年-1978年）、駐日大使（1979年-1980年）を歴任。セマウル運動、山林緑化、通貨改革に関与した。

## 親族
政治家の金鍾仁は姪の夫。

## 著書
- 『嗚呼、朴正熙（金正濂政治回顧録）』中央M&A 1997年
- 『韓国経済政策30年史：金正濂回顧録』中央日報社 1991年
- 『韓国経済の発展 「漢江の奇跡」と朴大統領』（日本語）サイマル出版会 1991年